# سامي أبو شحادة
سامي أبو شحادة، (العبرية: סאמי אבו שחאדה), (اللد، 19 ديسمبر 1975- )، هو أكاديمي وسياسي فلسطيني، مقيم وناشط في مدينة يافا، نائب في الكنيست الاسرائيلي منذ عام 2019، حتى نهاية عام 2022، ضمن القائمة المشتركة ممثل عن حزبه التجمع الوطني الديمقراطي.
يقيم في مدينة يافا، متزوج من إحسان فري، مستشارة تربوية ولديهما ولدان هما سما وناجي العلي.

## نشأته ودراسته
ولد أبو شحادة لأسرةٍ تنحدر من يافا في حي المحطة في اللد في 19 ديسمبر 1975. حيث سكنت عائلته في يافا منذ قرون لكنها اضطرت في الستينيات للانتقال لمدينة اللد بعد خلافات على الأرض مع السلطات الإسرائيلية، الا انه عاد ليقيم ويكون اسرة في يافا.
تلقى تعليمه الابتدائي في الرملة، وتعليمه الثانوي في مدرسة تيراسنتا في يافا، تابع دراسته الاكاديمية في جامعة تل ابيب وحصل على شهادة البكالويوس في العلوم السياسية وتاريخ الشرق الأوسط الحديث، وعلى ماجستير في تاريخ الشرق الأوسط الحديث. بدأ في دراسة الدكتوراه في جامعة تل أبيب واعداد إطروحة بعنوان «يافا مركز ثقافي عربي في فترة الانتداب»، الا انه لم يتمكن من متابعتها نتيجة لاعاقة بصرية، ونتيجة لانشغاله في العمل السياسي.
عمل على مدار عدة سنوات في مجال تدريس مواد التاريخ والعلوم السياسية في عدة مدارس بمدينة يافا، وعمل منذ العام 1995 مرشدًا ودليلًا سياحيًا ليافا. تولى إدارة «حركة الشبيبة اليافية» لعدة سنوات والتي كان من مؤسسيها عام 2010. واشغل منصب عضو إدارة وهيئة عامة في عدد من جمعيات العمل الأهلي المحلية والقطرية منها: مركز مدى الكرمل للأبحاث الاجتماعية التطبيقية، وجمعية الثقافة العربية، ومؤسسة عدالة، والنادي القومي العربي، وغيرها.

## نشاطه السياسي
انضم لحزب التجمع الوطني الديمقراطي، وانتخب بين الاعوام 2010 و 2013 كعضو في بلدية يافا تل ابيب. وفي العام 2019 انتخب للمكان الثالث عشر في القائمة المشتركة، ممثلا عن حزب التجمع الوطني الديمقراطي، حيث حصلت القائمة في هذه الانتخابات على 13 مقعداً في الكنيست.
رؤية أبو شهادة بشأن حل الصراع الإسرائيلي-الفلسطيني، والتي عبر عنها في مقابلة مع ينون مغال وبن كسبيت، هي أنه يجب إقامة دولتين: دولة واحدة للفلسطينيين تسمى "فلسطين"، وإلى جانبها دولة لجميع مواطنيها، تتمتع بمساواة كاملة في الحقوق لليهود والعرب.
يزعم أبو شهادة أن دولة إسرائيل تدير نظام فصل عنصري، وترتكب جرائم ضد الإنسانية. بالإضافة إلى ذلك، في رأيه، الجيش الإسرائيلي هو "جيش احتلال" وأن "هناك جنودًا قتلة في الجيش".
أبو شحادة كان عضوًا في بلدية تل أبيب-يافا نيابةً عن حزب التجمع الوطني الديمقراطي من عام 2011 حتى عام 2013، في إطار التناوب في كتلة يافا. الكتلة تحت قيادته، التي كانت تمتلك مقعدًا واحدًا فقط، وقعت على اتفاق ائتلافي مع رئيس البلدية رون خولداي في عام 2012. قبل الانتخابات في أكتوبر 2013، أعلن شريكه في القائمة من حزب الجبهة، عمر سيكسيك، عن دعمه لقائمة "عير لكولانو"، وفي النهاية لم تتجاوز قائمة يافا نسبة الحسم.
في الانتخابات للكنيست الـ22، تم وضعه في المرتبة الثالثة في قائمة التجمع الوطني الديمقراطي، بعد اعتزال مازن غنايم. في إطار اتحاد الأحزاب العربية، تم وضعه في المركز الـ13 في قائمة القائمة المشتركة. حصلت القائمة على 13 مقعدًا ودخل الكنيست.
في الانتخابات للكنيست الـ23، تم وضعه في المرتبة الثالثة في قائمة التجمع الوطني الديمقراطي وفي المركز الـ13 في قائمة القائمة المشتركة. حصلت القائمة على 15 مقعدًا ودخل الكنيست.
في الانتخابات التمهيدية لرئاسة حزب التجمع الوطني الديمقراطي التي أجريت في 23 يناير 2021، فاز أبو شحادة على الرئيس الحالي للحزب، النائب مطانس شهادة، وتم انتخابه رئيسًا للحزب. في إطار الاتحاد بين التجمع الوطني الديمقراطي والحركة العربية للتغيير والجبهة الديمقراطية للسلام والمساواة، تم وضع أبو شهادة في المرتبة الثالثة في القائمة المشتركة.
في 15 سبتمبر 2022، قبل تقديم القوائم للانتخابات للكنيست الخامسة والعشرين وعلى خلفية الخلافات حول مواقع النواب في القائمة - انقسمت القائمة المشتركة إلى قائمتين مختلفتين، قائمة مشتركة للجبهة والعربية للتغيير برئاسة أيمن عودة وأحمد الطيبي، وقائمة منفصلة للتجمع الوطني الديمقراطي برئاسة سامي أبو شهادة. قائمة التجمع الوطني الديمقراطي في الانتخابات لم تتجاوز نسبة الحسم (حصلت على 2.91% من الأصوات) وبقي سامي ابو شحادة وحزب التجمع الوطني الديمقراطي خارج الكنيست.
- لقب أول (بكالوريوس) في التاريخ والعلوم السياسية[5]
- لقب ثاني (ماجستير) في تاريخ الشرق الاوسط الحديث من جامعة تل ابيب[5]
- شهادة استشارة في مجال التوجيه المهني والدراسي من جامعة تل ابيب[5]
- شهادة في مجال تدريس الشباب من الكلية الاكاديمية تل ابيب يافا[5]

يعاني سامي ابو شهادة يعاني من ضعف البصر، وهو متزوج من إحسان سري، خريجة المدرسة الفرنسية-المسيحية كوليج دي فرير وجامعة تل أبيب، وهي مستشارة تربوية. يعيش الاثنان في يافا ولديهما طفلان.